# 東大和市立第三小学校
東大和市立第三小学校(ひがしやまとしりつ だいさんしょうがっこう)は、東京都東大和市にある公立小学校。

## 教育目標
- よく考える子ども
- 思いやりのある子ども
- じょうぶな子ども

## 沿革
1963年4月1日、大和町立第三小学校として開校。1967年1月23日に校歌が完成、4月26日に制定された。
1970年の市制発足に基づいて校名を東大和市立第三小学校に変更。1974年8月28日に新校舎、1976年3月10日には体育館を増設した。
1973年に訪問学級「あけぼの学級」を開設。1978年3月31日に閉鎖し、1979年4月6日に代わって心身障害児学級「なかよし学級」を開設した。
2012年、開校50周年を迎えた。

## 通学区域
2016年(平成28年)現在の本校の校区は以下の通りである。
住所別通学区域
| 清原一丁目                                                               | 清原三・四丁目 | 新堀一 - 三丁目 |
| ------------------------------------------------------------------------ | -------------- | --------------- |
| 都営東京街道団地の北1～北19号棟、北109～北122号棟及び北アパート8、12～14 | 全域           | 全域            |

## 交通
最寄りの駅は西武拝島線東大和市駅、バス停は西武バス「大和第三小学校」。